# Villiaumite
La villiaumite est une espèce minérale du groupe des halogénures et du sous-groupe des halogénures simples anhydres de formule NaF. Il s'agit de la forme minérale du fluorure de sodium.

## Historique de la description et appellations

### Inventeur et étymologie

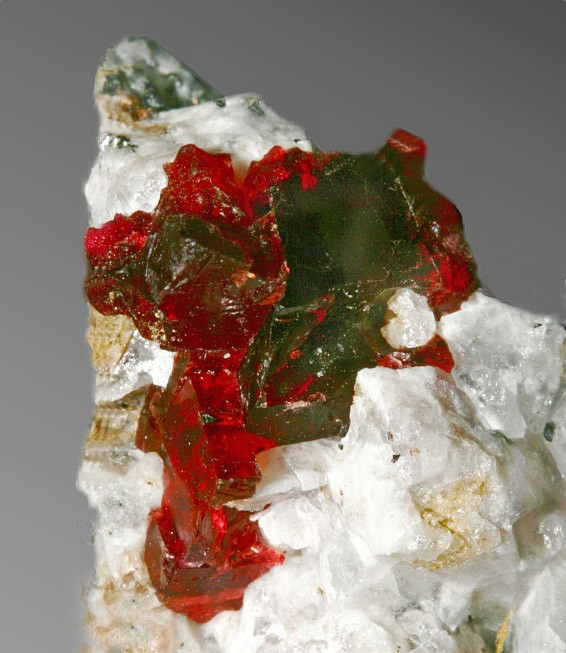
Carrière de Demix-Varennes, seuil de Saint-Amable, Varennes, Marguerite-D'Youville, Montérégie, Québec, 1,75 x 2 mm

La villiaumite a été décrite en 1908 par Alfred Lacroix. Elle fut nommée ainsi en l'honneur de Charles Maxime Villiaume (17 juin 1858 - ?), explorateur français des Îles de Loos en ancienne Guinée française, dans la collection duquel se trouvaient les premiers échantillons de villiaumite qui furent étudiés.

### Topotype
Les échantillons servant à la description ont été découverts à l'Île de Roume, Îles de Loos, Guinée.

## Caractéristiques physico-chimiques

### Critères de détermination
La villiaumite est un minéral qui peut être incolore, jaune, rouge, rouge carmin, rose lavande, orange ou brun orange, se présentant sous la forme de masses grenues ou, plus rarement, sous la forme de cristaux cubiques pouvant atteindre 15 centimètres et pouvant aussi montrer les faces {111}, {hll} et {hkl}. Son éclat est vitreux et elle est transparente à translucide. Elle est fragile et cassante, présente un clivage parfait sur {100}, {010} et {001}, et sa cassure est conchoïdale.
La villiaumite est un minéral tendre dont la dureté varie entre 2 et 2,5 sur l'échelle de dureté de Mohs. Elle est peu dense, sa densité mesurée étant de 2,79. Elle présente un pléochroïsme carmin profond selon la direction optique O (ordinary ray) ou jaune, selon la direction optique E (extraordinary ray). Son trait est blanc à blanc rose et elle présente assez souvent une fluorescence rouge noir à orange, jaune sous ultraviolets courts (254 nm). Une biréfringence anomale uniaxe négative peut être détectée de temps à autre sur certains échantillons.
De par sa forme, sa couleur et certaines de ses caractéristiques, la villiaumite peut être confondue avec la fluorite.

### Composition chimique
La villaumite de formule NaF a une masse moléculaire de 41,988 u, soit 6,97 × 10−26 kg. Elle est donc composée des éléments suivants :
| Élément | Nombre (formule)   | Masse des atomes (u) | % de la masse moléculaire |
| ------- | ------------------ | -------------------- | ------------------------- |
| Sodium  | 1                  | 22,99                | 54,75 %                   |
| Fluor   | 1                  | 19,00                | 45,25 %                   |
|         | Total : 2 éléments | Total : 41,988 u     | Total : 100 %             |

De rares impuretés peuvent se trouver dans la villiaumite. La plus commune est l'aluminium, pouvant être présent à plus de 0,04 %. 
Cette composition place ce minéral :
- selon la classification de Strunz : dans la classe des halogénures (III), plus précisément dans la classe des halogénures simples anhydres (3.A) où le rapport M:X est égal à 1:1, 2:3, 3:5, 4:7 , etc. (3.AA) ;
- selon la classification de Dana : dans la classe des halogénures normaux (IX) où les éléments se trouvent dans les proportions stœchiométriques (9.1).

### Cristallochimie
La villiaumite est la forme minérale du fluorure de sodium.
Elle fait partie du groupe de la halite.
| Minéral     | Formule | Groupe ponctuel | Groupe d'espace |
| ----------- | ------- | --------------- | --------------- |
| Carobbiite  | KF      | 4/m 3 2/m       | Fm3m            |
| Griceite    | LiF     | 4/m 3 2/m       | Fm3m            |
| Halite      | NaCl    | 4/m 3 2/m       | Fm3m            |
| Sylvine     | KCl     | 4/m 3 2/m       | Fm3m            |
| Villiaumite | NaF     | 4/m 3 2/m       | Fm3m            |

### Cristallographie

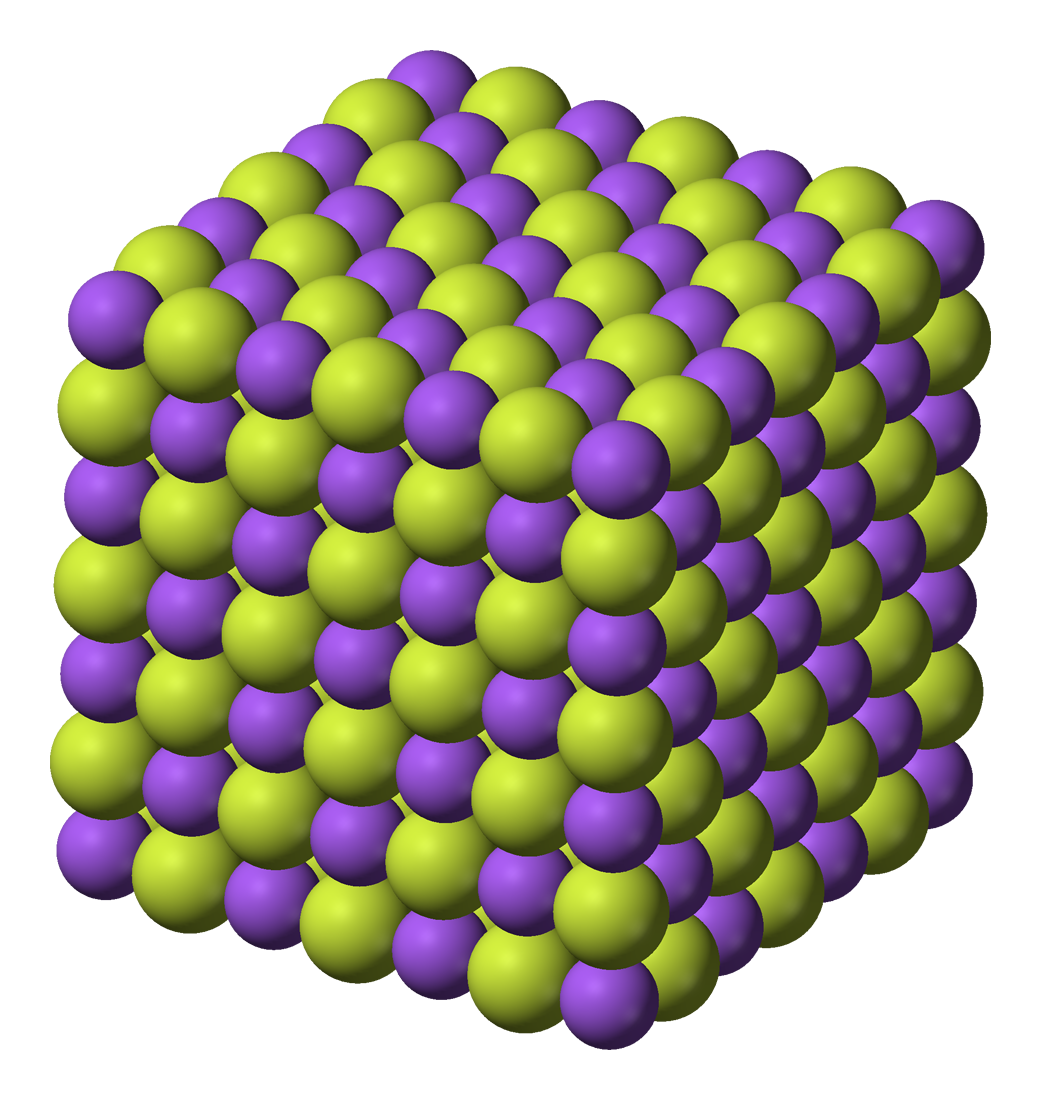
Structure cristalline de la villiaumite ; violet : fluor, jaune : sodium

La villiaumite cristallise dans le système cristallin cubique. Son groupe d'espace est Fm3m avec Z = 4 unités formulaires par maille conventionnelle : 
- le paramètre de maille est {\displaystyle a} = 4,63 Å (volume de la maille V = 99,25 Å3) ;
- la masse volumique calculée est 2,808 g/cm3 (sensiblement égale à la densité mesurée).

### Propriétés chimiques
La villiaumite est un sel, elle est très soluble dans l'eau. De ce fait, elle doit être conservée dans un endroit sec, avec si possible, un sécheur d'air, afin d'éliminer toute humidité qui serait susceptible de la détruire.

## Gîtes et gisements

### Gîtologie et minéraux associés
La villiaumite se trouve dans les cavités miarolitiques de syénites à néphéline, ou dans les pegmatites de syénites à néphéline.

Elle se trouve aussi dans les dépôts des lits de lacs.
Les minéraux associés à la villiaumite les plus souvent rencontrés sont les minéraux du groupe des amphiboles, la fluorite, l'aegirine, l'albite, la sodalite, l'acmite, la néphéline, la neptunite, la lamprophyllite, la pectolite, la sérandite, l'eudialyte, l'ussingite, la chkalovite et les minéraux du groupe des zéolites.

### Gisements producteurs de spécimens remarquables

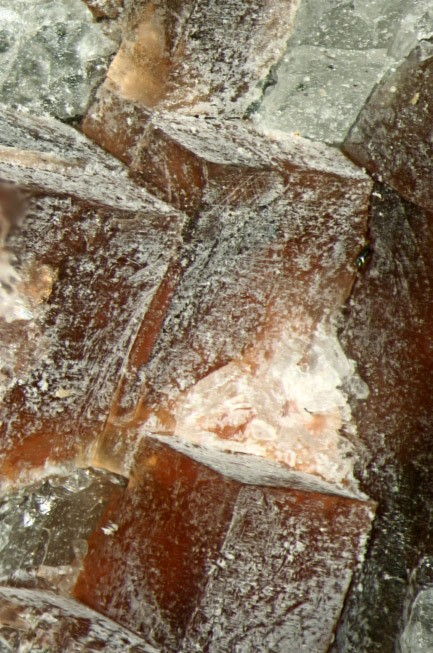
Carrière de Demix-Varennes, seuil de Saint-Amable, Varennes, Marguerite-D'Youville, Montérégie, Québec, 4,5 x 6,7 mm

- Brésil

Carrière de Bortolan, Poços de Caldas, Minas Gerais
- Canada

Carrière de Demix-Varennes, seuil de Saint-Amable, Varennes, Marguerite-D'Youville, Montérégie, Québec
Carrière de la Poudrette, Mont Saint-Hilaire, MRC de Rouville, Montérégie, Québec
- États-Unis

Carrière Point of Rocks, Springer, Comté de Colfax, Nouveau-Mexique
- Guinée

Île de Roume, îles de Loos, Guinée,
- Kenya

Lac Magadi, sud de la vallée du Grand Rift, vallée du Rift
- Namibie

Carrières Aris, Aris, Windhoek, Khomas,,
- Russie

Mont Rasvumchorr, Mont Yukspor, Mont Alluaiv et Mont Karnasurt, massif des Khibiny, péninsule de Kola, oblast de Mourmansk

## Croissance de la villiaumite

### Croissance naturelle
La villiaumite peut être formée par réaction entre la néphéline et l'acmite :
6NaAlSiO4 (néphéline) + 6NaFeSi2O6 (acmite) + 3F2 → 6NaF (Villiaumite) + 6NaAlSi3O8 (albite) + 2Fe3O4 (magnétite) + 2O2,.

### Synthèse
Le fluorure de sodium est préparé par neutralisation de l'acide fluorhydrique ou de l'acide hexafluorosilicique, sous-produits de la production d'engrais à base de monocalcium de phosphate. La neutralisation se fait avec l'hydroxyde de sodium et le carbonate de sodium par exemple. Des alcools peuvent être utilisés pour faire précipiter NaF :
HF  +  NaOH  →   NaF  +  H2O.
Dans des solutions contenant HF, le fluorure de sodium précipite sous forme de sel bifluorure NaHF2. NaF est obtenu par chauffage.
HF  +  NaF  ⇌   NaHF2

## Exploitations des gisements
La villiaumite a une dureté très faible variant de 2 à 2,5, de ce fait, il est très difficile de la facetter. Malgré tout, les gisements du Mont-Saint-Hilaire, du Massif des Khibiny et de Namibie produisent de très rares spécimens pouvant être taillés. Le prix de ces pierres ainsi taillées varie bien souvent autour de 500 à 1 000 dollars le carat. De plus, le comportement à l'air libre de ce minéral rend la conservation de ces bijoux très difficile, d'où sa très faible exploitation par les bijoutiers.
La villiaumite peut aussi être utilisée comme minerai de fluorure de sodium ; réduite en poudre, elle peut servir dans la métallurgie ou dans l'imagerie médicale.

## Précautions d'emploi
La villiaumite est un minéral très toxique, en effet, le fluorure de sodium dont elle est composée est très toxique et le seul fait de respirer ou d'inhaler ses poussières peut être dangereux, cela peut affecter le système circulatoire, le cœur, le squelette, le système nerveux central et les reins. Elle peut, à terme, causer la mort. D'autre part, elle est très irritante au niveau de la peau, des yeux et du tractus respiratoire.
En cas d'inhalation, il est nécessaire de s'écarter de toute source de poussières, se moucher, respirer sous oxygène artificiel si nécessaire et/ou consulter un médecin. En cas de contact avec les yeux et la peau, il faut se rincer abondamment à l'eau et surveiller s'il y a des complications,.